# Amphoe Non Sang
Non Sang (โนนสัง) est un district (amphoe) situé dans la province de Nong Bua Lam Phu, dans le nord-est de la Thaïlande.
Le district est divisé en 10 tambon et 104 muban. Il comprenait près de 65 000 habitants en 2005.